# Coin-lès-Cuvry
Pour l’article homonyme, voir Coin-sur-Seille.
Coin-lès-Cuvry est une commune française située dans le département de la Moselle, en Lorraine, en région administrative Grand Est.

## Géographie
| Augny      |                | Cuvry              |
| Féy        | Coin-lès-Cuvry |                    |
| Marieulles |                | Pournoy-la-Chétive |

### Hydrographie
La commune est située dans le bassin versant du Rhin au sein du bassin Rhin-Meuse. Elle est drainée par le Grand Fossé et le fossé du Pré-Saint-Laurent.
Le Grand Fossé, d'une longueur totale de 10,3 km, prend sa source dans la commune de Marieulles et se jette  dans la Seille à Cuvry, après avoir traversé quatre communes.

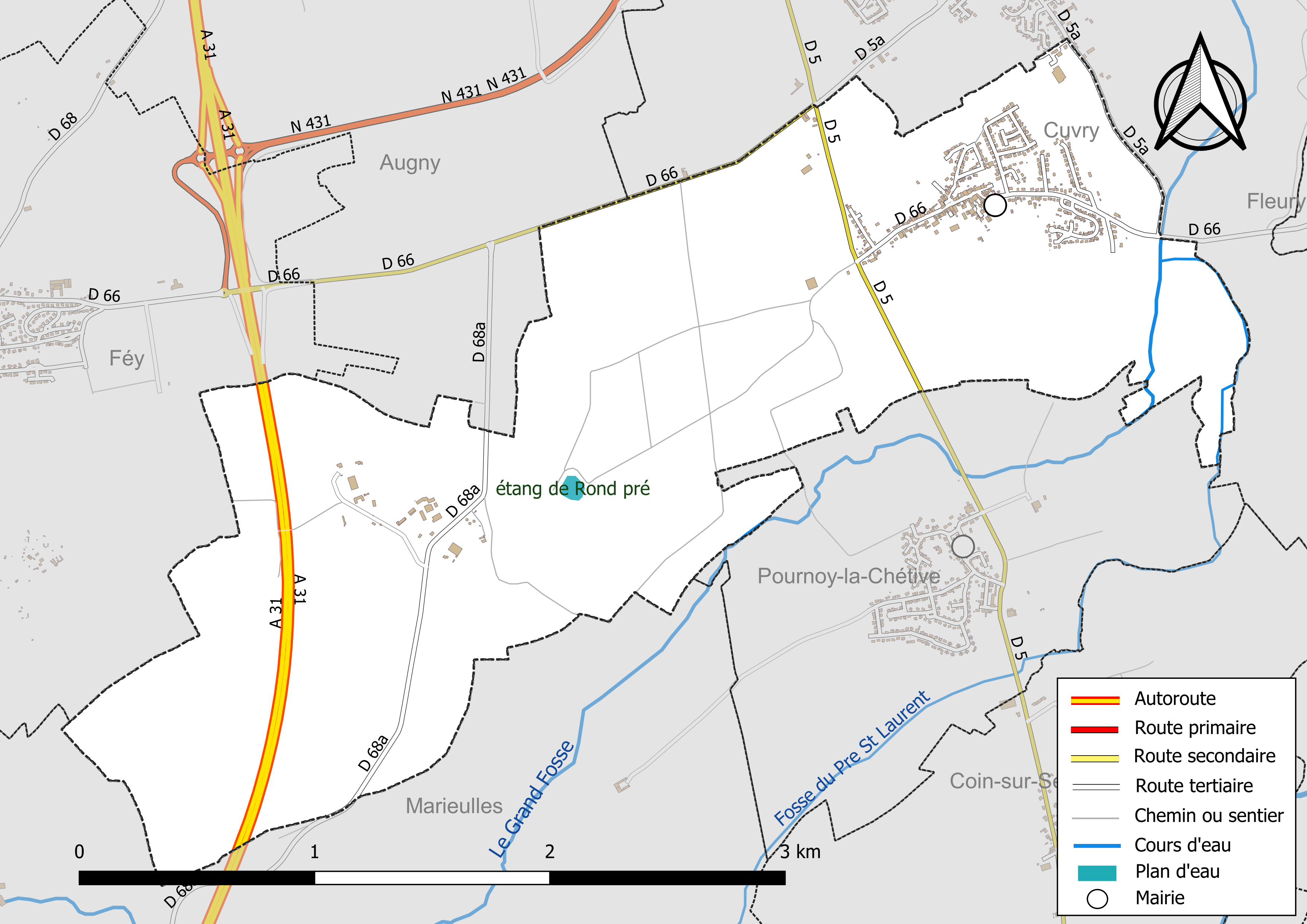
Réseaux hydrographique et routier de Coin-lès-Cuvry.

La qualité des eaux des principaux cours d’eau de la commune, notamment du Grand Fosse, peut être consultée sur un site spécial géré par les agences de l’eau et l’Agence française pour la biodiversité.

### Climat
Pour des articles plus généraux, voir Climat du Grand Est et Climat de la Moselle.
En 2010, le climat de la commune est de type climat océanique dégradé des plaines du Centre et du Nord, selon une étude du Centre national de la recherche scientifique s'appuyant sur une série de données couvrant la période 1971-2000. En 2020, Météo-France publie une typologie des climats de la France métropolitaine dans laquelle la commune est exposée à un climat semi-continental et est dans la région climatique  Lorraine, plateau de Langres, Morvan, caractérisée par un hiver rude (1,5 °C), des vents modérés et des brouillards fréquents en automne et hiver.
Pour la période 1971-2000, la température annuelle moyenne est de 9,7 °C, avec une amplitude thermique annuelle de 16,6 °C. Le cumul annuel moyen de précipitations est de 736 mm, avec 11,5 jours de précipitations en janvier et 8,9 jours en juillet. Pour la période 1991-2020, la température moyenne annuelle observée sur la station météorologique de Météo-France la plus proche, « Metz-Frescaty », sur la commune d'Augny à 4 km à vol d'oiseau, est de 11,1 °C et le cumul annuel moyen de précipitations est de 713,5 mm. 
La température maximale relevée sur cette station est de 39,7 °C, atteinte le 25 juillet 2019 ; la température minimale est de −23,2 °C, atteinte le 17 février 1956,,.
Les paramètres climatiques de la commune ont été estimés pour le milieu du siècle (2041-2070) selon différents scénarios d'émission de gaz à effet de serre à partir des nouvelles projections climatiques de référence DRIAS-2020. Ils sont consultables sur un site spécial publié par Météo-France en novembre 2022.

## Urbanisme

### Typologie
Au 1er janvier 2024, Coin-lès-Cuvry est catégorisée ceinture urbaine, selon la nouvelle grille communale de densité à sept niveaux définie par l'Insee en 2022.
Elle est située hors unité urbaine. Par ailleurs la commune fait partie de l'aire d'attraction de Metz, dont elle est une commune de la couronne,. Cette aire, qui regroupe 245 communes, est catégorisée dans les aires de 200 000 à moins de 700 000 habitants,.

### Occupation des sols
L'occupation des sols de la commune, telle qu'elle ressort de la base de données européenne d’occupation biophysique des sols Corine Land Cover (CLC), est marquée par l'importance des territoires agricoles (74,6 % en 2018), une proportion sensiblement équivalente à celle de 1990 (75,2 %). La répartition détaillée en 2018 est la suivante : 
terres arables (54,4 %), prairies (20,2 %), forêts (19,9 %), zones urbanisées (5,4 %). L'évolution de l’occupation des sols de la commune et de ses infrastructures peut être observée sur les différentes représentations cartographiques du territoire : la carte de Cassini (XVIIIe siècle), la carte d'état-major (1820-1866) et les cartes ou photos aériennes de l'IGN pour la période actuelle (1950 à aujourd'hui).

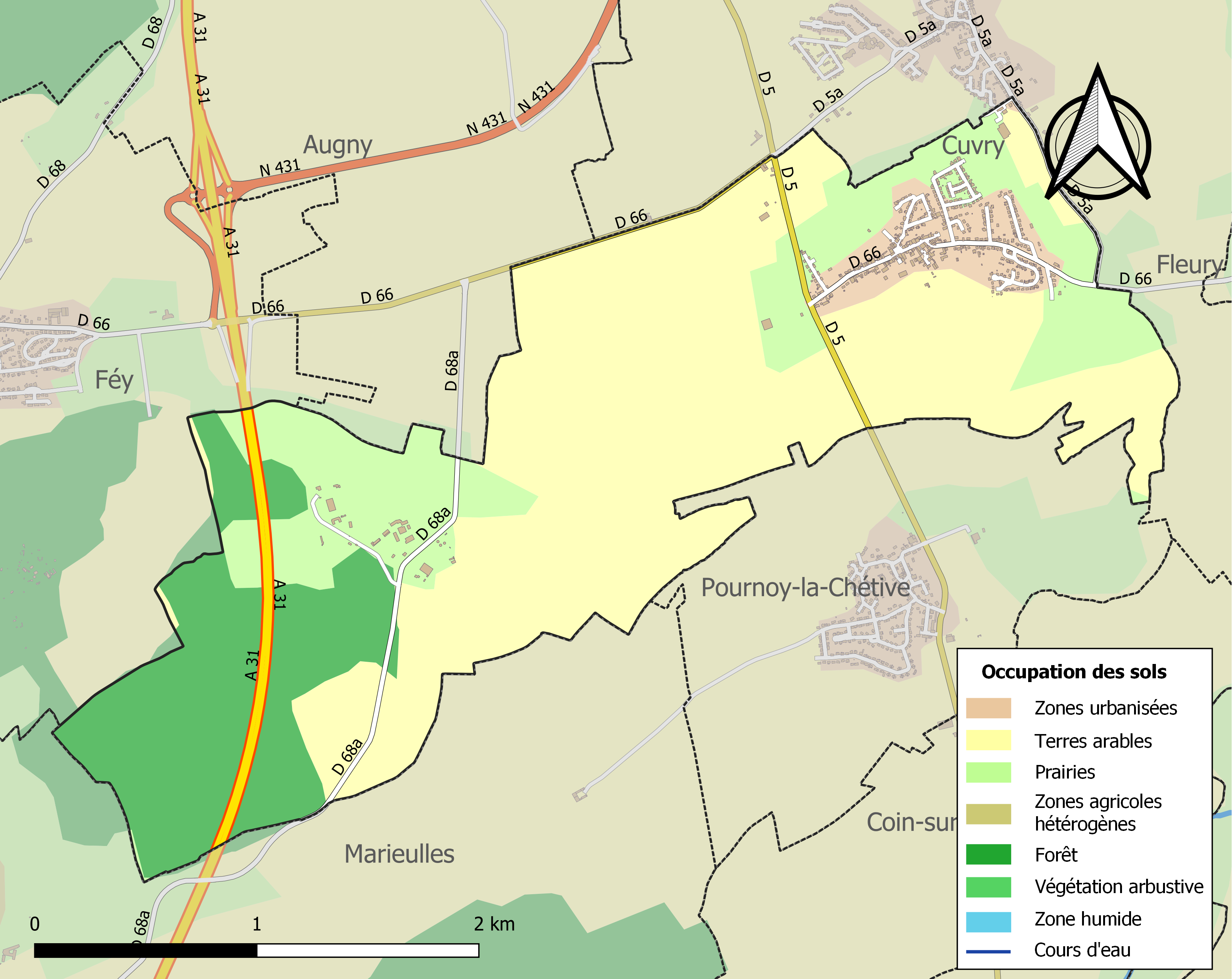
Carte des infrastructures et de l'occupation des sols de la commune en 2018 (CLC).

## Toponymie
- Coing (1404), Coing propè Cuvri (1544), Coing (1680), Coin-Prayel (XVIIIe siècle), Haute-Coin (carte Cassini).
- En 1915–1918 et 1940–1944 : Kuberneck.

## Histoire
Coin-lès-Cuvry est un village du Pays Messin en l'Isle, de l'ancienne province des Trois-Évêchés. La seigneurie relevait de la famille de Gournay aux XVe siècle et XVIe siècle, puis de la famille Le Goullon au XVIIe siècle.
Comme les autres communes de l'actuel département de la Moselle, Coin-lès-Cuvry est annexée à l’Empire allemand après la guerre franco-allemande de 1870. Coin-lès-Cuvry, rebaptisée Coin bei Cuvry, restera allemande jusqu'en 1919. Lorsque la Première Guerre mondiale éclate, les Mosellans se battent loyalement pour l’Empire allemand dans l'armée du Kaiser. En dépit de leur attachement à l’Empire, les habitants de la commune accueillent avec joie la fin des hostilités. Le village n'eut pas à souffrir de dégâts à cette époque.
Coin-lès-Cuvry est de nouveau annexée par l'Allemagne, de 1940 à 1944 et rebaptisée Kuberneck. En 1940-1941, de nombreux habitants sont expulsés. Au cours de la bataille de Metz, les combats n'épargnent pas la commune. Malgré la combativité de la 462e Volks-Grenadier-Division, Coin-lès-Cuvry est libérée par la 5e DI de l'armée Patton le 21 novembre 1944, à la fin de la bataille de Metz.
De 1790 à 2015, Coin-lès-Cuvry était une commune de l'ex-canton de Verny.

## Politique et administration
| Période                                  | Période        | Identité                  | Étiquette | Qualité |
| ---------------------------------------- | -------------- | ------------------------- | --------- | ------- |
| Les données manquantes sont à compléter. |                |                           |           |         |
| mars 1989                                | mars 2001      | Michel Sinteff            |           |         |
| mars 2001                                | 8 février 2018 | Marc Henrion              |           |         |
| 16 avril 2018                            | 28 mai 2020    | Christiane Kuntz          |           |         |
| 28 mai 2020                              | En cours       | Anne-Marie Linden-Guesdon |           |         |

Voir aussi les vidéos des conseils municipaux: https://www.youtube.com/@lecoin-coindechaine6502,,,

## Démographie
L'évolution du nombre d'habitants est connue à travers les recensements de la population effectués dans la commune depuis 1793. Pour les communes de moins de 10 000 habitants, une enquête de recensement portant sur toute la population est réalisée tous les cinq ans, les populations de référence des années intermédiaires étant quant à elles estimées par interpolation ou extrapolation. Pour la commune, le premier recensement exhaustif entrant dans le cadre du nouveau dispositif a été réalisé en 2007.

En 2022, la commune comptait 817 habitants, en évolution de +15,07 % par rapport à 2016 (Moselle : +0,52 %, France hors Mayotte : +2,11 %).
| 1793 | 1800 | 1806 | 1821 | 1836 | 1841 | 1861 | 1866 | 1871 |
| ---- | ---- | ---- | ---- | ---- | ---- | ---- | ---- | ---- |
| 223  | 198  | 254  | 286  | 284  | 308  | 307  | 293  | 265  |

| 1875 | 1880 | 1885 | 1890 | 1895 | 1900 | 1905 | 1910 | 1921 |
| ---- | ---- | ---- | ---- | ---- | ---- | ---- | ---- | ---- |
| 245  | 242  | 236  | 211  | 234  | 237  | 265  | 251  | 218  |

| 1926 | 1931 | 1936 | 1946 | 1954 | 1962 | 1968 | 1975 | 1982 |
| ---- | ---- | ---- | ---- | ---- | ---- | ---- | ---- | ---- |
| 211  | 222  | 206  | 155  | 202  | 220  | 242  | 254  | 522  |

| 1990 | 1999 | 2006 | 2007 | 2012 | 2017 | 2022 | - | - |
| ---- | ---- | ---- | ---- | ---- | ---- | ---- | - | - |
| 571  | 667  | 702  | 707  | 691  | 726  | 817  | - | - |

## Économie
- Zone artisanale de Sabré à l’extérieur du village.
- Trois exploitations agricoles.

## Culture locale et patrimoine

### Lieux et monuments
- école Le Cèdre bleu ;
- fontaine, construite en 2009 au milieu du village devant les bacs où les bestiaux s’abreuvaient à l’époque ;
- chemin de randonnée le long de l’ancienne voie ferrée qui reliait Metz à Château-Salins.

#### La maison forte de Prayelle
Le seigneurie fut aux mains de la famille de Goumay aux XVe siècle et XVIe siècles puis au XVIIe siècle elle passa aux Le Goullon. La maison forte des Gournay avait été transformée au XVIIe siècle. Benoit Le Goullon, seigneur de Régnier, possédait en 1681 un quart de la seigneurie duquel dépendait la maison seigneuriale appelée la maison forte dont les fossés ont été comblés, bâtie en pavillon au milieu d'une grande cour, entourée de hautes murailles avec quatre grosses tours aux quatre coins dont l'une est un grand colombier, grange, écuries, vacherie, bergerie, une grande allée  servant d'entrée à la maison, un parterre devant entouré de murailles. Au XVIIIe siècle la seigneurie devint propriété des Willemin.

#### L'église Saint-Barthélémy
De style gothique, elle a été construite au XVe siècle ainsi qu'en témoigne une pierre datée de 1500. La nef a un vaisseau voûté qui comporte deux travées. La statuette de saint Barthélémy en pierre du XVIe siècle est située dans une niche au-dessus du portail. L'unique cloche porte cette inscription : « En l'an 1736 M. Antoine Balthazart, Le Goullon, chevalier, lieutenant colonel du régiment de Languedoc, seigneur de Coin, dame Marthe de la Mont, veuve de M. Paul Le Goullon, escuyer, ancien major du régiment de la Reine, Cavallerie, vivant seigneur de Coin et autre lieu ». Le clocher détruit pendant la Seconde Guerre mondiale n'a été reconstruit qu'en octobre 1953 et est doté d'un coq de métal.

### Héraldique
| Blason de Coin-lès-Cuvry | Blason  | Mi-parti: au 1er d'or à la tour de sable, ouverte et ajourée du champ, au 2e d'azur à trois fasces ondées d'argent et au chef d'azur soutenu d'or et chargé de trois étoiles du même. |
| Blason de Coin-lès-Cuvry | Détails | Le statut officiel du blason reste à déterminer. |

## Pour approfondir